# Phyllanthus leonardianus
Phyllanthus leonardianus är en emblikaväxtart som beskrevs av Lisowski, Malaisse och Symoens. Phyllanthus leonardianus ingår i släktet Phyllanthus och familjen emblikaväxter.
Artens utbredningsområde är Kongo-Kinshasa. Inga underarter finns listade i Catalogue of Life.